# Климат на Бразилия
Бразилският климат включва широка гама от метеорологични условия върху голяма площ и разнообразен релеф, макар че в по-голямата част от страната преобладава тропичният климат. Според системата Кьопен-Гайгер, Бразилия се разделя на няколко основни климатични пояси: екваториален, субекваториален, тропичен, субтропичен, умерен.
Различните климатични условия създават природни среди, вариращи от тропическите гори в Северна и полупустинни региони в Североизточна Бразилия до иглолистните гори от субтропичните зони в Южна и тропическата савана в Централна Бразилия. Много региони имат микроклимат, напълно различен от гореизброените видове.
Екваториалният климат е характерен за голяма част от Северна Бразилия. Сухият сезон не съществува реално, но има отделни периоди през годината, когато валят повече дъждове. Средните температурни стойности са около 25 °C, с по-значителни температурни вариации между нощта и деня, отколкото между сезоните. Валежите в Централна Бразилия са по-сезонни, характерни за саваната. Тази част на страната е толкова голяма, колкото басейна на Амазонка, но има много по-различен климат, тъй като е по на юг, при по-голяма надморска височина. На североизток сезонността на валежите е още по-крайна. В районите с полупустинен климат обикновено пада по-малко от 800 mm дъжд, повечето в период от 3 до 5 месеца в годината, като понякога се получават и по-дълги сухи периоди. „Голямата суша“ от 1877-78 година е най-тежката, регистрирана някога в страната, и предизвиква смъртта на около половин милион души. Сушата от 1915 година също нанася големи щети.
В южната част, от Баия до Сао Пауло, разпределението на валежите е променливо, с дъждове през цялата година. В тропичния климатичен пояс духат влажните югоизточни пасати, които носят валежи. Южните и югоизточните части имат условията на субтропичен климат със студена зима и средна годишна температура не по-висока от 18 °C. Тук през зимата сланите са доста често срещано явление, заедно с по-редки снеговалежи в най-високите части.